# Rosi Wanner
Rosi Wanner (* 21. September 1961 in Düsseldorf) ist  eine deutsche Kinderbuchautorin.

## Leben
Wanner ist in Erkrath aufgewachsen. In Würzburg studierte sie Geographie und Volkswirtschaftslehre. Anschließend war sie fünfzehn Jahre im IT-Bereich tätig. Sie programmierte Software für Hochregallager und arbeitete als SAP-Beraterin/Entwicklerin für das Personalwesen von Unternehmen. Angeregt durch die Lesebegeisterung ihres Sohnes begann sie 2008 die erste Detektivgeschichte aufzuschreiben. Es folgten weitere vier Kinderkrimis mit denen ihr der  Einstieg in die Buchbranche gelang.
Sie lebt mit ihrer Familie in Kürnach bei Würzburg.

## Veröffentlichungen
- Die Karottenbande. Der Dieb im Schrebergarten. Band 1. BVK Verlag, Kempen, 2012. ISBN 978-3-86740-398-6
- Die Karottenbande. Der Geheimnisvolle Geldkoffer. Band 2. BVK Verlag, Kempen, 2012. ISBN 978-3-86740-399-3
- Die Karottenbande. Das Versteck der Wilderer. Band 3. BVK Verlag, Kempen, 2012. ISBN 978-3-86740-400-6
- Die Karottenbande. Das Rätsel um die Zirkuskinder. Band 4. BVK Verlag, Kempen, 2012. ISBN 978-3-86740-401-3
- Die Karottenbande. Der Verschwundene Bandenchef. Band 5. BVK Verlag, Kempen, 2012. ISBN 978-3-86740-402-0